# Adaptiv farthållare
Adaptiv farthållare (ACC) är ett tillgängligt farthållningssystem för vägfordon som automatiskt justerar fordonets hastighet för att upprätthålla ett säkert avstånd från fordon framåt. Fram till 2019 är den känd under 20 unika namn som beskriver den grundläggande funktionaliteten. Detta är också känt som Dynamic Cruise Control.

## Användning
Farthållaren är särskilt användbar vid långkörningar på stora vägar då man slipper att hela tiden hålla ett öga på hastighetsmätaren samtidigt som högerbenet avlastas. Den är mindre lämplig att användas på mindre vägar som kräver en mer aktiv anpassning av hastigheten.
Moderna personbilar, lastbilar och bussar är i regel utrustade med farthållare.